# Hydrelia sjostedti
Hydrelia sjostedti är en fjärilsart som beskrevs av Aurivillius 1910. Hydrelia sjostedti ingår i släktet Hydrelia och familjen mätare. Inga underarter finns listade i Catalogue of Life.